# Кото (инструмент)
Кото (箏) је традиционални јапански жичани инструмент, сличан кинеском гуџенгу као и монголској, корејској и вијетнамској верзији таквог инструмента. Кото представља национални инструмент Јапана. Направљен је од дрвета кири (Paulownia tomentosa) и има дужину око 180цм. Састоји се од тринаест жица развучених преко тринаест покретних прагова позиционираних читавом ширином инструмента. Извођачи могу да подешавају висину тонова жица померајући ове прагове, а свирање се изводи окидањем жица помоћу палца, кажипрста и средњег прста.

## Порекло инструмента кото
Гуџенг (古箏), претеча кото-а, настао је у Кини током VII и VIII века. Када је пренет у Јапан, током Нара периода (710–784) имао је дванаест жица; да би касније била додата још једна. У почетку, назив кото се односио на све јапанске жичане инструменте; касније се значење тог термина свело искључиво на оно које има и дан данас. Кото се раније још звао и сау но кото.
Модерни кото води порекло од гакусо инструмента, коришћеног на јапанском двору. Док је за гакусо важила популарност међу богатима, кото је сматран романтичним инструментом. Неки извори кажу, да су писане композиције за солистичко извођење на кото-у постојале још вековима пре утврђивања сокјоку (солистичког кото жанра). Према јапанској књижевности, кото се користио и за подстицање имагинације као и надмузичких суштина (нпр. у једном делу „Приче о Генџију“, главни јунак Генџи се дубоко заљубљује у мистериозну жену коју никада није видео, далеким звуком њеног свирања кото-а, из даљине).
Током XVI века, појављују се компонована дела под називом цукуши кото, чији је творац будистички свештеник Кенџун (1547–1636) са Кјушуа.
Можда један од највећих мајстора, који су утицали на развој кото-а, био је Јацухаши Кенгјо (1614–1685). Јацухаши је био талентовани и слепи музичар са Кјушуа који је изменио начин подешавања (цукуши гото) кото-а базираног на гагаку музици и тако створио нови стил свирања овог инструмента под називом куми ута. Јацухаши се стога сматра оцем модерног кото-а.
Такође, постоји и кото без прага, који садржи свега једну жицу (ичигенкин); као и кото без прага са две жице (нигенкин). Почетком Меиџи периода (1868–1912), интересовање за западњачку музику почело је да се шири. Мичијо Мијаги (1894–1956), такође без моћи вида, први је јапански композитор који ће створити фузију између музике запада и традиционалног сентимента кото-а. Мијаги се сматра и једним од најутицајнијих личности које су спречиле могућност заборава оваквог инструмента под све већом најездом западњачког културног духа. Написао је преко 300 дела пре своје смрти, осмислио веома популарни седамнаестожични бас-кото и унапредио технику свирања кото-а. Најпознатије његово дело је Хару но Уми (пролећно море) написано за кото и шакухачи, често свирано за јапанску нову годину.
Након Мијаги-ја, многи композитори као што је Тадао Савај (1937–1997) су наставили традицију очувања и побољшавања технике свирања кото-а. Његова жена Казуе Саваји је након његове смрти даље напредовала у развијању кото-а и чак сарађивала са именима попут Џон Кејџ-а у клавирском дуету Три плеса за четири препарирана бас-кото-а.
Данас се кото широко примењује и у популарној као и експерименталној музици.